# Gouvernement Jibril
 (juin 2018).
Si vous disposez d'ouvrages ou d'articles de référence ou si vous connaissez des sites web de qualité traitant du thème abordé ici, merci de compléter l'article en donnant les références utiles à sa vérifiabilité et en les liant à la section « Notes et références ».
Conseil national de transition
Mahmoudi al-Kib
Le gouvernement Mahmoud Jibril est le premier gouvernement de la Libye investi, lors de la première guerre civile libyenne, par le Conseil national de transition du 26 mars au 26 octobre 2011.